# Segunda Federación Femenina de España 2024-25
La temporada 2024-25 de la Segunda Federación Femenina de España fue la 3.ª edición de la tercera categoría de fútbol femenino de España. Constó de 2 grupos (Norte y Sur) con 16 equipos cada uno.

## Equipos participantes
Un total de 32 equipos disputan la competición. Están divididos en dos grupos de 16 equipos cada uno dependiendo de su situación geográfica.
| Equipo                        | Localidad                  |
| ----------------------------- | -------------------------- |
| Athletic Club "B"             | Lezama                     |
| Atlético de Madrid "C"        | Madrid                     |
| Atlético Villalonga           | Villalonga                 |
| C. A. Osasuna "B"             | Pamplona                   |
| Cacereño Femenino             | Cáceres                    |
| C. D. E. Racing Féminas       | Torrelavega                |
| C. D. Femarguín               | Mogán                      |
| C. D. Guiniguada              | Las Palmas de Gran Canaria |
| C. D. Juan Grande             | San Bartolomé de Tirajana  |
| C. D. Orientación Marítima    | Arrecife                   |
| C. D. Pradejón                | Pradejón                   |
| C. E. Europa                  | Barcelona                  |
| C. F. Pozuelo de Alarcón      | Pozuelo de Alarcón         |
| C. F. F. Olympia              | Las Rozas de Madrid        |
| Córdoba C. F.                 | Córdoba                    |
| Elche C. F.                   | Elche                      |
| F. C. D. Tenerife             | Santa Cruz de Tenerife     |
| Fundación U. E. Cornellá      | Cornellá de Llobregat      |
| Levante U. D. "B"             | Valencia                   |
| Madrid C. F. F. "B"           | Fuenlabrada                |
| Málaga C. F.                  | Málaga                     |
| Rayo Vallecano                | Madrid                     |
| Real Avilés C. F.             | Avilés                     |
| Real Oviedo                   | Oviedo                     |
| Real Sociedad "B"             | San Sebastián              |
| Real Sporting de Gijón        | Gijón                      |
| R. U. de Tenerife Tacuense    | San Cristóbal de La Laguna |
| S. D. Eibar B                 | Eibar                      |
| S. D. Huesca                  | Huesca                     |
| U. D. Tenerife Granadilla "B" | Granadilla de Abona        |
| Valencia C. F. "B"            | Valencia                   |
| Zaragoza C. F. F.             | Zaragoza                   |

## Grupos

### Grupo Norte
| N.º | Com. autónoma       | Equipos                                              |
| --- | ------------------- | ---------------------------------------------------- |
| 3   | Asturias            | Real Avilés C. F. Real Oviedo Real Sporting de Gijón |
| 3   | País Vasco          | Athletic Club "B" Real Sociedad "B" S. D. Eibar B    |
| 2   | Aragón              | S. D. Huesca Zaragoza C. F. F.                       |
| 2   | Cataluña            | C. E. Europa Fundación U. E. Cornellá                |
| 2   | Comunidad de Madrid | Atlético de Madrid "C" Rayo Vallecano                |
| 1   | Cantabria           | C. D. E. Racing Féminas                              |
| 1   | Galicia             | Atlético Villalonga                                  |
| 1   | La Rioja            | C. D. Pradejón                                       |
| 1   | Navarra             | C. A. Osasuna "B"                                    |

#### Clasificación
| Pos. | Equipo                       | Pts. | PJ | G  | E  | P  | GF | GC | Dif. |                                           |
| ---- | ---------------------------- | ---- | -- | -- | -- | -- | -- | -- | ---- | ----------------------------------------- |
| 1    | C. E. Europa (C, A)          | 66   | 30 | 20 | 6  | 4  | 55 | 19 | +36  | Ascenso a Primera Federación              |
| 2    | Real Oviedo (A)              | 64   | 30 | 19 | 7  | 4  | 55 | 14 | +41  | Play-Offs de Ascenso a Primera Federación |
| 3    | Athletic Club "B"            | 60   | 30 | 17 | 9  | 4  | 45 | 19 | +26  |                                           |
| 4    | Real Sociedad "B"            | 55   | 30 | 15 | 10 | 5  | 50 | 22 | +28  |                                           |
| 5    | C. D. E. Racing Féminas      | 48   | 30 | 13 | 9  | 8  | 39 | 31 | +8   |                                           |
| 6    | Atlético Villalonga          | 44   | 30 | 12 | 8  | 10 | 48 | 38 | +10  |                                           |
| 7    | S. D. Eibar "B"              | 40   | 30 | 10 | 10 | 10 | 41 | 43 | −2   |                                           |
| 8    | Rayo Vallecano               | 38   | 30 | 10 | 8  | 12 | 34 | 35 | −1   |                                           |
| 9    | Real Avilés C. F.            | 37   | 30 | 9  | 10 | 11 | 29 | 33 | −4   |                                           |
| 10   | Atlético de Madrid "C"       | 35   | 30 | 7  | 14 | 9  | 33 | 39 | −6   |                                           |
| 11   | S. D. Huesca                 | 33   | 30 | 8  | 9  | 13 | 25 | 38 | −13  |                                           |
| 12   | Real Sporting de Gijón       | 31   | 30 | 9  | 4  | 17 | 41 | 64 | −23  |                                           |
| 13   | Zaragoza C. F. F.            | 31   | 30 | 8  | 7  | 15 | 31 | 49 | −18  |                                           |
| 14   | C. A. Osasuna "B" (D)        | 28   | 30 | 7  | 7  | 16 | 36 | 52 | −16  | Descenso a Tercera Federación             |
| 15   | C. D. Pradejón (D)           | 23   | 30 | 5  | 8  | 17 | 22 | 45 | −23  | Descenso a Tercera Federación             |
| 16   | Fundación U. E. Cornellá (D) | 21   | 30 | 5  | 6  | 19 | 34 | 77 | −43  | Descenso a Tercera Federación             |

 Fuente: RFEF

#### Tabla de resultados cruzados
| Local \ Visitante        | ROV | ATH | EUR | RAY | RSO | RAC | RAV | AVI | EIB | ZAR | HUE | AMA | SPO | FOS | PRA | FUN |
| ------------------------ | --- | --- | --- | --- | --- | --- | --- | --- | --- | --- | --- | --- | --- | --- | --- | --- |
| Real Oviedo              | —   | 1–0 | 1–0 | 3–0 | 2–1 | 3–0 | 4–0 | 1–0 | 2–0 | 2–0 | 2–0 | 0–0 | 1–0 | 5–2 | 0–2 | 4–0 |
| Athletic Club "B"        | 0–1 | —   | 0–2 | 1–0 | 1–0 | 0–0 | 2–0 | 3–0 | 1–1 | 2–0 | 1–0 | 2–2 | 3–0 | 0–0 | 2–1 | 2–0 |
| C. E. Europa             | 0–0 | 2–1 | —   | 0–0 | 1–2 | 2–1 | 1–0 | 3–1 | 2–1 | 2–0 | 4–1 | 2–1 | 5–0 | 2–0 | 1–0 | 2–0 |
| Rayo Vallecano           | 0–1 | 0–2 | 0–4 | —   | 2–1 | 2–0 | 1–1 | 0–2 | 3–1 | 1–1 | 1–2 | 3–2 | 1–0 | 1–0 | 2–1 | 8–2 |
| Real Sociedad "B"        | 0–0 | 1–1 | 0–0 | 0–0 | —   | 2–0 | 1–1 | 3–1 | 2–1 | 2–0 | 0–0 | 1–1 | 6–0 | 1–0 | 3–1 | 3–0 |
| C. D. E. Racing Féminas  | 0–0 | 2–2 | 1–1 | 2–1 | 1–1 | —   | 1–2 | 2–0 | 2–1 | 2–0 | 0–0 | 0–0 | 0–2 | 3–1 | 3–2 | 5–2 |
| Real Avilés C. F.        | 2–1 | 0–0 | 1–3 | 1–1 | 0–1 | 0–0 | —   | 1–2 | 0–2 | 3–1 | 1–2 | 1–1 | 2–1 | 2–1 | 3–0 | 1–1 |
| Atlético Villalonga      | 1–1 | 0–1 | 1–2 | 3–2 | 2–2 | 1–3 | 0–0 | —   | 4–1 | 2–0 | 0–0 | 2–1 | 5–1 | 1–2 | 3–0 | 3–0 |
| S. D. Eibar "B"          | 0–6 | 1–1 | 3–2 | 1–1 | 0–2 | 2–2 | 1–1 | 0–0 | —   | 2–1 | 3–0 | 2–0 | 2–0 | 0–1 | 1–1 | 2–2 |
| Zaragoza C. F. F.        | 2–1 | 1–3 | 0–3 | 0–1 | 3–2 | 0–2 | 2–0 | 2–2 | 0–0 | —   | 1–0 | 3–2 | 0–2 | 2–3 | 1–1 | 2–1 |
| S. D. Huesca             | 0–1 | 1–4 | 1–0 | 1–0 | 1–0 | 0–1 | 1–0 | 1–1 | 1–3 | 3–2 | —   | 0–1 | 1–0 | 2–2 | 0–1 | 0–0 |
| Atlético de Madrid "C"   | 0–0 | 0–0 | 0–3 | 1–0 | 1–1 | 1–0 | 0–1 | 1–1 | 0–3 | 1–1 | 3–3 | —   | 5–2 | 1–1 | 1–1 | 1–0 |
| Real Sporting de Gijón   | 2–0 | 0–2 | 1–2 | 0–2 | 1–2 | 2–0 | 0–2 | 1–4 | 3–3 | 1–1 | 3–3 | 2–2 | —   | 3–1 | 3–0 | 6–4 |
| C. A. Osasuna "B"        | 0–3 | 2–3 | 0–0 | 0–0 | 0–2 | 0–2 | 1–1 | 3–1 | 3–0 | 2–3 | 1–0 | 1–2 | 1–3 | —   | 1–0 | 3–4 |
| C. D. Pradejón           | 1–1 | 0–2 | 0–2 | 1–0 | 0–4 | 0–1 | 1–0 | 1–2 | 0–2 | 1–1 | 0–0 | 2–0 | 1–2 | 2–2 | —   | 0–1 |
| Fundación U. E. Cornellá | 1–8 | 1–3 | 2–2 | 1–1 | 1–4 | 1–3 | 0–2 | 0–3 | 0–2 | 0–1 | 2–1 | 1–2 | 3–0 | 3–2 | 1–1 | —   |

### Grupo Sur
| N.º | Com. autónoma        | Equipos |
| --- | -------------------- | --- |
| 7   | Canarias             | C. D. Femarguín C. D. Guiniguada C. D. Orientación Marítima F. C. C. D. Tenerife C. D. Juan Grande R. U. de Tenerife Tacuense U. D. Tenerife "B" |
| 3   | Comunidad Valenciana | Elche C. F. Levante U. D. "B" Valencia C. F. "B"                                                                                                 |
| 3   | Comunidad de Madrid  | C. F. Pozuelo de Alarcón C. F. F. Olympia Madrid C. F. F. "B"                                                                                    |
| 2   | Andalucía            | Córdoba C. F. Málaga C. F. |
| 1   | Extremadura          | Cacereño Femenino Atlético |

#### Clasificación
| Pos. | Equipo                               | Pts. | PJ | G  | E  | P  | GF | GC | Dif. |                                           |
| ---- | ------------------------------------ | ---- | -- | -- | -- | -- | -- | -- | ---- | ----------------------------------------- |
| 1    | F. Canaria del C. D. Tenerife (C, A) | 67   | 30 | 20 | 7  | 3  | 65 | 21 | +44  | Ascenso a Primera Federación              |
| 2    | U. D. Costa Adeje Tenerife "B"       | 61   | 30 | 19 | 4  | 7  | 62 | 32 | +30  | Play-Offs de Ascenso a Primera Federación |
| 3    | R. U. de Tenerife Tacuense           | 59   | 30 | 18 | 5  | 7  | 59 | 33 | +26  |                                           |
| 4    | Elche C. F.                          | 55   | 30 | 16 | 7  | 7  | 71 | 32 | +39  |                                           |
| 5    | C. F. F. Olympia                     | 47   | 30 | 14 | 5  | 11 | 50 | 38 | +12  |                                           |
| 6    | Málaga C. F.                         | 46   | 30 | 12 | 10 | 8  | 38 | 37 | +1   |                                           |
| 7    | Levante U. D. "B"                    | 43   | 30 | 13 | 4  | 13 | 45 | 51 | −6   |                                           |
| 8    | C. F. Pozuelo de Alarcón             | 41   | 30 | 11 | 8  | 11 | 39 | 43 | −4   |                                           |
| 9    | C. D. Femarguín                      | 40   | 30 | 11 | 7  | 12 | 38 | 38 | 0    |                                           |
| 10   | Córdoba C. F.                        | 37   | 30 | 10 | 7  | 13 | 42 | 40 | +2   |                                           |
| 11   | C. D. Guiniguada Apolinario          | 37   | 30 | 10 | 7  | 13 | 35 | 47 | −12  |                                           |
| 12   | Madrid C. F. F. "B"                  | 36   | 30 | 9  | 9  | 12 | 36 | 38 | −2   |                                           |
| 13   | Cacereño Femenino Atlético           | 34   | 30 | 10 | 4  | 16 | 40 | 55 | −15  |                                           |
| 14   | C. D. Juan Grande (D)                | 29   | 30 | 7  | 8  | 15 | 29 | 47 | −18  | Descenso a Tercera Federación             |
| 15   | Valencia C. F. "B" (D)               | 23   | 30 | 6  | 5  | 19 | 24 | 64 | −40  | Descenso a Tercera Federación             |
| 16   | C. D. Orientación Marítima (D)       | 15   | 30 | 4  | 3  | 23 | 26 | 83 | −57  | Descenso a Tercera Federación             |

 Fuente: RFEF

#### Tabla de resultados cruzados
| Local \ Visitante              | FCA | ELC | RUN | COS | OLY | MAD | MAL | LEV | POZ | SPA | COR | FEM | GIN | GUI | VAL | ORI |
| ------------------------------ | --- | --- | --- | --- | --- | --- | --- | --- | --- | --- | --- | --- | --- | --- | --- | --- |
| F. Canaria del C. D. Tenerife  | —   | 1–0 | 3–0 | 0–1 | 2–2 | 1–0 | 4–0 | 4–1 | 2–0 | 5–1 | 1–1 | 3–1 | 1–0 | 3–0 | 6–0 | 3–0 |
| Elche C. F.                    | 4–2 | —   | 1–1 | 4–1 | 4–1 | 3–1 | 4–0 | 5–0 | 2–1 | 0–1 | 2–2 | 0–1 | 1–1 | 5–1 | 5–0 | 5–1 |
| R. U. de Tenerife Tacuense     | 4–1 | 1–2 | —   | 1–4 | 1–0 | 3–1 | 4–2 | 1–2 | 1–0 | 2–0 | 1–0 | 2–0 | 5–0 | 0–2 | 4–3 | 3–0 |
| U. D. Costa Adeje Tenerife "B" | 1–3 | 2–2 | 2–2 | —   | 2–1 | 1–0 | 3–0 | 3–1 | 2–3 | 0–1 | 2–1 | 7–1 | 1–0 | 1–0 | 2–1 | 4–1 |
| C. F. F. Olympia               | 0–2 | 2–3 | 0–2 | 1–0 | —   | 1–0 | 0–3 | 2–1 | 2–3 | 3–0 | 1–0 | 2–0 | 1–1 | 5–2 | 2–0 | 3–0 |
| Madrid C. F. F. "B"            | 1–1 | 1–0 | 1–1 | 0–1 | 1–0 | —   | 3–1 | 2–1 | 0–0 | 1–2 | 1–0 | 3–2 | 0–1 | 1–2 | 4–2 | 1–3 |
| Málaga C. F.                   | 1–1 | 2–1 | 0–2 | 1–1 | 1–0 | 0–0 | —   | 0–0 | 2–1 | 2–1 | 3–0 | 1–0 | 0–0 | 0–0 | 0–0 | 1–1 |
| Levante U. D. "B"              | 1–1 | 1–0 | 2–1 | 0–2 | 4–3 | 1–1 | 2–3 | —   | 4–1 | 1–0 | 1–2 | 3–1 | 3–2 | 2–0 | 2–0 | 2–1 |
| C. F. Pozuelo de Alarcón       | 0–1 | 2–2 | 1–0 | 1–0 | 2–2 | 3–2 | 1–1 | 2–1 | —   | 2–1 | 2–5 | 2–2 | 4–0 | 0–0 | 2–2 | 2–0 |
| C. D. Femarguín                | 0–0 | 0–2 | 0–2 | 3–3 | 1–2 | 0–0 | 3–2 | 2–3 | 3–0 | —   | 0–0 | 3–1 | 1–0 | 3–0 | 2–0 | 2–0 |
| Córdoba C. F.                  | 1–4 | 2–0 | 2–3 | 0–3 | 0–1 | 1–1 | 1–1 | 1–1 | 2–0 | 1–0 | —   | 0–1 | 1–0 | 2–1 | 5–1 | 5–0 |
| Cacereño Femenino Atlético     | 0–4 | 1–1 | 1–3 | 0–3 | 1–1 | 1–1 | 0–2 | 6–2 | 1–0 | 1–0 | 3–2 | —   | 0–1 | 3–1 | 3–0 | 6–1 |
| C. D. Juan Grande              | 0–1 | 1–3 | 1–1 | 0–4 | 2–2 | 3–2 | 0–2 | 1–2 | 0–1 | 2–2 | 2–2 | 2–1 | —   | 1–1 | 1–0 | 2–0 |
| C. D. Guiniguada Apolinario    | 1–1 | 2–2 | 1–1 | 2–1 | 0–2 | 2–4 | 1–0 | 1–0 | 0–1 | 1–1 | 2–1 | 3–0 | 3–2 | —   | 0–1 | 3–2 |
| Valencia C. F. "B"             | 0–3 | 0–3 | 0–1 | 0–2 | 0–2 | 0–2 | 2–5 | 1–0 | 1–1 | 1–1 | 1–0 | 0–1 | 2–1 | 2–1 | —   | 1–1 |
| C. D. Orientación Marítima     | 0–1 | 0–5 | 1–6 | 2–3 | 0–6 | 1–1 | 1–2 | 2–1 | 2–1 | 1–4 | 1–2 | 2–1 | 0–2 | 0–2 | 2–3 | —   |

## Playoff de ascenso a Primera Federación
| Posición          | Segunda Federación Femenina 2024-25 |
| ----------------- | ----------------------------------- |
| 2.° (Grupo Norte) | Real Oviedo                         |
| 2.° (Grupo Sur)   | U. D. Costa Adeje Tenerife "B"      |

| Ida; 11 de mayo de 2025; 12:00 | U. D. Costa Adeje Tenerife "B"                | 2:2     | Real Oviedo                    | La Esperanza, Tenerife |  |
|                                | Ana Urzainqui 27' Bárbara Martínez Flores 48' | Reporte | 34' Vera Rico 70' Ana Menéndez |                        |  |

| Vuelta; 18 de mayo de 2025; 12:00 | Real Oviedo                                                             | 1:1 (t. s.)(3:2 p.)        | U. D. Costa Adeje Tenerife "B"                                                     | José Ramón Suárez Fernández, Oviedo |  |
|                                   | Laura Aguado 19'                                                        | Reporte                    | 44' Lidia Sánchez                                                                  |                                     |  |
|                                   |                                                                         | Tiros desde el punto penal |                                                                                    |                                     |  |
|                                   | - Andrea Sordo - Vera Rico - Carlota Acin - Ana Menéndez - Laura Aguado |                            | - Beatriz Borrego - Micaela Lemes - Bárbara Martínez - María Gómez - Lara González |                                     |  |

| Asciende a Primera Federación Real Oviedo |

## Datos y estadísticas

### Récords
| Récords de equipos       | Récords de equipos | Récords de equipos | Récords de equipos                                     | Récords de equipos             | Récords de equipos                | Récords de equipos | Récords de equipos                 | Récords de equipos              | Récords de equipos |
| Récord                   | Grupo              | Fecha              | Equipo/s                                               | Local                          |                                   | Resultado          |                                    | Visitante                       | Rep.               |
| ------------------------ | ------------------ | ------------------ | ------------------------------------------------------ | ------------------------------ | --------------------------------- | ------------------ | ---------------------------------- | ------------------------------- | ------------------ |
| Más goles en un partido  | Norte              | 29/09/2024         | Rayo Vallecano y Fundación U. E. Cornellá (10)         | Rayo Vallecano                 | Bandera de la Comunidad de Madrid | 8 – 2              | Bandera de Cataluña                | Fundación U. E. Cornellá        | Jornada 4          |
| Más goles en un partido  | Norte              | 08/12/2024         | Real Sporting de Gijón y Fundación U. E. Cornellá (10) | Real Sporting de Gijón         | Bandera de Asturias               | 6 – 4              | Bandera de Cataluña                | Fundación U. E. Cornellá        | Jornada 14         |
| Mayor victoria local     | Norte              | 29/09/2024         | Rayo Vallecano (+6)                                    | Rayo Vallecano                 | Bandera de la Comunidad de Madrid | 8 – 2              | Bandera de Cataluña                | Fundación U. E. Cornellá        | Jornada 4          |
| Mayor victoria local     | Norte              | 09/11/2024         | Real Sociedad "B" (+6)                                 | Real Sociedad "B"              | Bandera del País Vasco            | 6 – 0              | Bandera de Asturias                | Real Sporting de Gijón          | Jornada 10         |
| Mayor victoria local     | Sur                | 12/10/2024         | F. Canaria del C. D. Tenerife (+6)                     | F. Canaria del C. D. Tenerife  | Bandera de Canarias               | 6 – 0              | Bandera de la Comunidad Valenciana | Valencia C. F. "B"              | Jornada 6          |
| Mayor victoria local     | Sur                | 23/03/2025         | U. D. Costa Adeje Tenerife "B" (+6)                    | U. D. Costa Adeje Tenerife "B" | Bandera de Canarias               | 7 – 1              | Bandera de Extremadura             | C. F. Femenino Cáceres Atlético | Jornada 25         |
| Mayor victoria visitante | Norte              | 15/12/2024         | Real Oviedo (+7)                                       | Fundación U. E. Cornellá       | Bandera de Cataluña               | 1 – 8              | Bandera de Asturias                | Real Oviedo                     | Jornada 15         |

Fuente: Fútbol Regional.